# Djibrilla Hima Hamidou
Pour les articles homonymes, voir Hamidou.
Djibrilla Hima Hamidou (né le 7 mars 1965 à Niamey) est un officier de l'armée nigérienne.
Il est le président de la fédération nigérienne de football depuis 2009

## Biographie
Djibrilla Hima Hamidou appartient à l'ethnie Zarma. Après plusieurs écoles élémentaires à Niamey, il fréquente l'école militaire de Bingerville en Côte d'Ivoire de 1977 à 1989. Il rejoint les Forces armées nigériennes en 1986. Il complète sa formation militaire au Maroc puis en France.
Hamidou est déployé au sein de la 6ème Compagnie Motorisée du Sahara à Dirkou à partir de 1989. En tant que sous-lieutenant, il fait partie de l'unité nigérienne lors de la guerre du Golfe de novembre 1990 à avril 1991. Il est ensuite promu lieutenant. Il sert ensuite, entre autres, au sein de la 224ème Compagnie Motorisée du Sahara à Agadez. Il participe à des opérations de combat contre les rebelles touaregs dans le nord du Niger et acquiert une grande popularité parmi les troupes nigériennes. À partir de 1995, il a le grade de capitaine et à partir de 1996, il est commandant du 123e escadron de chars.
Djibrilla Hima Hamidou acquiert une plus grande notoriété en tant que président du club de football ASFAN Niamey et de la Ligue de football de la ville de Niamey. Son engagement lui vaut le surnom de « Pelé ». Lorsqu’Ibrahim Baré Maïnassara destitue le président Mahamane Ousmane et le Premier ministre Hama Amadou lors d’un coup d’État militaire en 1996, sortant ainsi d’une impasse politique paralysante, Hamidou se range d’abord du côté de Baré Maïnassara. Cependant, ce dernier ne veut pas abandonner à nouveau le pouvoir et il est renversé en 1999 par un autre coup d'État militaire mené par Daouda Malam Wanké. Djibrilla Hima Hamidou est membre et porte-parole du Conseil de réconciliation nationale (de), la junte militaire composée de 14 membres dirigée par Daouda Malam Wanké. Il est promu major. La junte initie le retour aux conditions démocratiques et remet le pouvoir au président nouvellement élu Mamadou Tandja en 1999.
Hamidou est kidnappé et torturé en 2000. Les militaires présumés sont ensuite arrêtés et torturés par les autorités de l'État. L'affaire est surnommée « l'affaire Pelé ».
Sous le président Mamadou Tandja, Hamidou devient commandant de la zone de défense n°1, d'importance stratégique, qui comprend la capitale Niamey et les régions de Dosso et Tillabéri. Tandja soutient également l'élection de Hamidou à la présidence de la Fédération nigérienne de football, l'association nationale de football, le 25 juillet 2009. L'association a derrière elle une série d'échecs sportifs et de scandales. Lorsque le président Tandja brigue un troisième mandat anticonstitutionnel, Hamidou, contre toute attente, s'oppose à lui. Hamidou joue un rôle crucial dans le coup d’État militaire de 2010 mené par Salou Djibo en occupant les points stratégiquement importants de la capitale. Il devient membre du Conseil suprême pour la restauration de la démocratie, la junte militaire créée à la suite du coup d'État qui cède le pouvoir aux institutions démocratiquement élues sous le président Mahamadou Issoufou début 2011.
En 2013, Hamidou est réélu président de la Fédération Nigérienne de Football pour un mandat de quatre ans.
Président de la fédération nigérienne de football depuis plus d'une décennie et membre du comité executif CAF UFOA B, Djibrilla Hima Hamidou est élu membre du conseil de la FIFA en mars 2025.

## Distinctions
- Officier de l'Ordre du Mérite du Niger (de)
- Croix de bravoure (de) avec étoile